# 裸蒴属
裸蒴属（学名：Gymnotheca）是三白草科下的一个属，为多年生、匍匐草本植物。该属共有裸蒴（Gymnotheca chinensis）和白苞裸蒴（Gymnotheca involucrata）两种，分布于中国西南部至南部。